# 伊﨑右典
伊﨑 右典（いざき ゆうすけ、1984年5月17日 - ）は、日本の俳優。4人組ダンスユニットFLAMEのメンバー（2010年解散）である。大阪府出身。血液型O型。双子の弟は同じFLAMEのメンバーだった伊﨑央登。

## 来歴
第13回ジュノン・スーパーボーイ・コンテストでグランプリを受賞する。2011年8月31日、ヴィジョンファクトリーとの契約終了が発表された。俳優・モデル業の他、2013年3月には旧FLAMEメンバーと共にEMALF結成を発表する。
2013年よりEMALFとしての活動の傍ら、「Monkey & Palm」という個人ブランドを展開している。2014年5月よりバンド「BANG STYLER」の活動を開始。メンバーは本人と青柳竜市、谷昌弥、TAK、Mayo。2016年4月現在では、トライストーン・エンタテイメント所属である。

## 出演

### 舞台
- ZIPANG〜遙かなる道〜（2008年 - 2009年、新宿コマ劇場、シアターBRAVA!） - 羅鷲 役
- K（2009年2月25日 - 3月5日、赤坂ACTシアター、新神戸オリエンタル劇場） - 野上海斗 役
- 帰って来た蛍 〜神々のたそがれ〜（2010年7月15日 - 25日、草月ホール） - 松尾秀雄 役
- 薄桜鬼 新選組炎舞録（2010年10月1日 - 17日、天王洲 銀河劇場） - 不知火匡 役
- 新宿バックストリート（2011年2月9日 - 13日、全労済ホール スペース・ゼロ） - 成瀬勇馬 役
- Motion Rock Opera 「Life pathfinder 2011 Tour to the end.」（2011年8月25日 - 28日、新国立劇場 小劇場 The Pit） - 目のない馬 役
- FRONT LINE mission 2：The Shining（2011年11月30日 - 12月3日、博品館劇場） - 各務夕月 役
- 不思議な町の王子様（2012年2月8日 - 12日、シアターサンモール） - 夢咲逢夢 役
- 新撰組異聞PEACE MAKER（2012年4月15日 - 22日、シアターGロッソ） - 吉田稔麿 役
- 逆境ナイン（2012年6月2日 - 10日、シアターグリーン　BIG TREE THEATER） - 日替わりゲスト
- Nouvell vague（2012年8月8日 - 12日、シアターサンモール） - テッポウ 役
- 真田十勇士　カッコ良くなきゃ死ぬだけさ（2012年9月21日 - 22日、サンケイホールブリーゼ/9月29日 - 10月8日、全労済ホール スペース・ゼロ） - 三好入道清海 役
- 世界は僕のCUBEで造られる（2012年11月20日 - 26日、吉祥寺シアター） - 彼 役
- リーゼント総理（2013年1月17日、中野ザ・ポケット） - 日替わりゲスト
- ぶっ壊したい世界（2013年3月13日 - 20日、青山円形劇場） - 牧田有 役
- フューチャーブラザーズ（2013年9月4日 - 8日、中野ザ・ポケット） - ステイシー 役（主演）
- BLACK10（2014年2月5日 - 9日、全労済ホール スペース・ゼロ） - 黒川和成 役（主演）
- ぶっ壊したい世界（再演）（2014年7月16日 - 21日、紀伊国屋ホール） - 牧田有 役
- 僕らの深夜高速（2014年11月20日 - 24日、草月ホール） - 前川吉彦 役
  - 僕らの深夜高速（再演）（2015年10月17日 - 12日、草月ホール） - 前川吉彦 役
- FOOLISH（2016年4月6日 - 10日、シアターグリーン BIG TREE THEATER） - 神城正悟 役
- MOON&DAY〜うちのタマ知りませんか?〜（再演）（2016年9月7日 - 11日、草月ホール） - 山田うの吉 役
- キルデンダイクの四兄弟（2016年10月13日 - 16日、俳優座劇場） - 高坂則人 役
- ロイヤルホストクラブ（2016年11月17日 - 20日、IMAホール） - 谷村昴 役
- 夕-ゆう-（2019年8月7日 - 18日、シアターサンモール）
- 鉄鼠の檻（2024年6月14日 - 24日、紀伊國屋サザンシアター TAKASHIMAYA / 6月28日 - 29日、サンケイホールブリーゼ） - 松宮仁如 役[3][4]

### テレビドラマ
- 六本木野獣会（2001年7月、日本テレビ） - ナオト 役
- 中学生日記（2003年5月、NHK）
- のぞき屋（2007年4月、テレビ東京） - 野崎見 役（主演）
- VISION CAST 5分ドラマ『はじめが肝心』 - 省吾 役
- VISION CAST 5分ドラマ『FIVE STORIES in IKSPIARI ネコみみ』 - 波多野悟 役
- 新撰組 PEACE MAKER（2010年、毎日放送） - 原田左之助 役
- ハンチョウ〜神南署安積班〜 シリーズ4 〜正義の代償〜（2011年5月、TBSテレビ） - 富樫功 役
- アメリカに負けなかった男〜バカヤロー総理 吉田茂〜（2020年2月24日、テレビ東京）
- 霊媒探偵・城塚翡翠 第1話（2022年10月16日、日本テレビ） - 西村玖翔 役
- 特捜9 season7 第5話（2024年5月1日、テレビ朝日） - 柴崎宏隆 役[5]

### 映画
- 十七歳（2002年） - 井沢博保 役
- デビルマン（2004年） - 飛鳥了（サタン） 役
- クローズZERO（2007年） - 三上学 役
- クローズZERO II（2009年） - 三上学 役

### バラエティ
- ディズニー365（2007年 - 2008年、ディズニー・チャンネル）

### インターネット放送
- 聖エクレール学園〜男子部〜（2011年9月、DMM Live Talk）
- BACS TV〜美男!イケメンガチンコバトル!〜（2011年11月、インターネットTV あっ!とおどろく放送局）
- BACS TV〜美男!イケメンガチンコバトル!〜（2012年4月、インターネットTV あっ!とおどろく放送局）
- BACS TV〜美男!イケメンガチンコバトル!〜（2012年10月、@TV）
- ASSH ch（2012年10月、@TV）
- 生男ch 番外合同公開放送〜「世界は僕のCUBEで造られる」＆「裏僕3」〜（2012年11月、ニコニコ生放送）
- ASSH ch（2012年11月、@TV）
- 生男ch（2013年2月、ニコニコ生放送）
- Ameba Studio（2013年2月、Ameba Studio）
- ブサイクキングダム（2014年10月、Ameba Studio）

### ラジオ
- へっぷしょんファイブ（2002年7月 - 2003年9月、MBSラジオ）
- オレたちのヒロイン（2003年10月 - 2004年9月、MBSラジオ）
- ヤングパーク延長戦（2004年10月 - 2005年3月、MBSラジオ）
- シャカリキ!延長戦V3（2005年4月 - 2005年9月、MBSラジオ）
- ゴチャ・まぜっ!金スペ（2005年10月 - 2007年9月、MBSラジオ）
- おたママ倶楽部（2012年11月、西東京ラジオ）
- 城田純の『くすぶり脱出大作戦 行くぜ!!Salu天国♪』（2012年11月、SHIBUYA FM78.4MHz）

### イベント
- IZ with FAMILY & GC 〜10th Anniversary〜（2011年12月18日、代官山LOOP）
- 神戸コレクション（2012年3月10日、神戸ワールド記念ホール） - シークレットゲスト
- LUV GAME 〜R&B〜（2012年3月10日、目黒食堂）
- Music Complex ＠ 川崎（仮）（2012年3月26日、CLUB CITTA'）
- IZ with FAMILY & GC VOL.2〜Happy Birthday〜（2012年5月20日、スペースシャワーTVザ・ダイナー）
- 第15回 沖直実のいい男祭り 初夏の陣（2012年6月2日、MUSE HALL）
- 自己男チェスターズ GIGS at CHELSEA HOTEL "サティスファクション"（2012年6月17日、渋谷チェルシーホテル）
- IZ with FAMILY & GC VOL.3〜聖なる忘年会〜（2012年12月23日、代々木MUSE）
- IZ with FAMILY & GC VOL.4〜新春バレンタインサミット〜（2013年2月10日、代々木MUSE）
- Rico 1st Single 「Never End」 Release Party（2013年3月2日、渋谷O-WEST）
- Bang Mong vol.4（2013年4月18日、目黒ライブステーション）
- IZ with FAMILY & GC VOL.5〜大生誕祭〜（2013年5月19日、代々木MUSE）
- BACS Award!2013（2013年8月、新宿FACE）
- YSG First wonderfull！! 〜団員たちの腕試し！〜（2013年10月、代々木MUSE）
- IZ with FAMILY & GC VOL.6〜聖なる忘年会サミット2013〜（2013年12月25日、代々木MUSE）
- Prince Mania 2014（2014年3月8日、代々木MUSE）
- IZ with FAMILY & GC VOL.7〜MI・SO・ZI〜（2014年5月18日、代々木MUSE）
- YSG Second wonderful!!（2014年8月10日、代々木MUSE）
- 飛咲党 vs YSG 〜代々木ヶ原の戦い〜（2014年9月27日、代々木MUSE）
- IZ with FAMILY vol.8 〜聖なる忘年会サミット2014〜（2014年12月25日、代々木MUSE）
- Soymilk present’s「SOY-BEANs」Phrase#2〜僕らのバレンタイン〜（2015年2月11日、ザ☆キッチンNAKANO）
- Prince Mania 2015（2015年2月14日、代々木MUSE）
- IZ with FAMILY vol.9 〜大生誕祭〜（2015年5月17日、代々木MUSE）

### Vシネマ
- 彷徨う侠たち（2012年4月、オールイン） - 蒼龍会組員 清水裕一
- 赤と鉄〜再生倶楽部(RE-BORN CLUB)〜（2013年1月、オールイン） - 鉄太郎
- KYOTO BLACK 白い悪魔（2019年）
- KYOTO BLACK 紅い女（2019年） - 伊東ケンジ
- 織田同志会 織田征仁 1・2・3（2020年） - 横浜 織田同志会構成員 大木幸次（新右翼で修行を経て織田同志会へ）
- 日本統一45,46 (2021年)  - 尾道 岡村組組員 南田正明

### その他
- FLAMEでの活動はFLAMEを参照
- BANG STYLERでの活動はBANG STYLERを参照